# Espardenyà
La espardenyà o espardenyot (en valenciano alpargatazo, golpe con alpargata, que puede significar tanto castellanismo burdo o cosa mal hecha) es un plato valenciano que recibe este nombre por la extraña mezcla de ingredientes que lo componen. Es un plato similar al All i pebre pero que además de anguila incluye diversos tipos de carne, generalmente pollo aunque también es común añadirle pato o conejo e incluso huevos escalfados. 
El origen de esta receta se sitúa en las orillas del lago de la Albufera, situado apenas a unos diez kilómetros al sur de la ciudad de Valencia.

## Historia
Esta es una receta relativamente joven, creada a principios del siglo XX y sobre todo es una receta casual.
En la época de la recogida del arroz, llegaban multitud de jornaleros al municipio de Sollana -otros dicen que cerca del molí de Baldoví (Sueca)-, los jornaleros pasaban el día en la marjal, donde comían, llevando los alimentos para elaborar la comida.
Un día un par de cuadrillas de jornaleros habían quedado en el tancat de Bala, donde iban a hacer la comida, unos llevaban alimentos para elaborar la típica paella Valenciana y la otra cuadrilla lo necesario para elaborar otro de los platos tradicionales Valencianos el All i Pebre, al preparar todas las cosas para hacer la comida, se dieron cuenta de que no habían traído arroz, por lo cual no se podía preparar la Paella, así que combinaron todos los ingredientes y elaboraron una especie de batiburrillo, que no se sabía bien lo que era, a lo que uno de los comensales la llamó Espardenyot, haciendo alusión a una expresión Valenciana.